# Comuna Dodești, Vaslui
Dodești este o comună în județul Vaslui, Moldova, România, formată din satele Dodești (reședința) și Urdești.

## Așezarea geografică
Comuna este situată în partea de sud-est a județului Vaslui și are ca vecini urmatoarele comune:
- nord - Comuna Viișoara, Vaslui
- sud - comuna Șuletea, Vaslui
- est - Comuna Găgești, Vaslui
- vest - Comuna Banca, Vaslui

## Demografie
Componența etnică a comunei Dodești
     Români (94,37%)
     Alte etnii (0%)
     Necunoscută (5,63%)
Componența confesională a comunei Dodești
     Ortodocși (93,33%)
     Alte religii (0,91%)
     Necunoscută (5,76%)
Conform recensământului efectuat în 2021, populația comunei Dodești se ridică la 1.544 de locuitori, în scădere față de recensământul anterior din 2011, când fuseseră înregistrați 1.724 de locuitori. Majoritatea locuitorilor sunt români (94,37%), iar pentru 5,63% nu se cunoaște apartenența etnică. Din punct de vedere confesional, majoritatea locuitorilor sunt ortodocși (93,33%), iar pentru 5,76% nu se cunoaște apartenența confesională.

## Istorie
La sfârșitul secolului al XIX-lea, comuna făcea parte din plasa Mijlocul a județului Fălciu și era alcătuită doar din satul de reședință cu același nume, având o populație de 1180 de locuitori. În comună funcționa o biserică.
Anuarul Socec din 1925 consemnează comuna în plasa Elan din același județ, având o populație de 1887 de locuitori, alipindu-se comunei și satul Tămășeni. În 1931, după regruparea comunelor rurale și urbane, comuna a fost desființată, iar cele două sate ale comunei au fost incluse temporar în comuna Viișoara (pe atunci, Bășești). De asemenea, pe teritoriul acestei comune figurau două sate cu denumirea de Urdești: Urdești-Sat și Urdești-Târg.
Comuna Dodești se reînființează pe teritoriul regiunii Bârlad, după cel de-al Doilea Război Mondial, cu satele Dodești, Tămășeni, Urdești-Târg și Urdești-Sat. În anul 1956, regiunea se desființează iar comuna a fost mutată în regiunea Iași.
În anul 1968, comuna a fost transferată la județul Vaslui, reînființat, dar a fost desființată din nou și inclusă tot în comuna Viișoara. Tot atunci, satul Urdești-Târg a căpătat numele de Urdești, iar satele Tămășeni și Urdești-Sat au fost desființate și comasate cu satele Dodești respectiv Urdești. Comuna se reînființează în anul 2004, căpătând forma actuală.

## Politică și administrație
Comuna Dodești este administrată de un primar și un consiliu local compus din 11 consilieri. Primarul, Loredana-Elena Cerbu[*], de la Partidul Social Democrat, este în funcție din 2016. Începând cu alegerile locale din 2024, consiliul local are următoarea componență pe partide politice:
|  | Partid                          | Consilieri | Componența Consiliului | Componența Consiliului | Componența Consiliului | Componența Consiliului | Componența Consiliului | Componența Consiliului | Componența Consiliului | Componența Consiliului |
|  | ------------------------------- | ---------- | ---------------------- | ---------------------- | ---------------------- | ---------------------- | ---------------------- | ---------------------- | ---------------------- | ---------------------- |
|  | Partidul Social Democrat        | 8          |                        |                        |                        |                        |                        |                        |                        |                        |
|  | Partidul Național Liberal       | 1          |                        |                        |                        |                        |                        |                        |                        |                        |
|  | Alianța pentru Unirea Românilor | 1          |                        |                        |                        |                        |                        |                        |                        |                        |
|  | Uniunea Salvați România         | 1          |                        |                        |                        |                        |                        |                        |                        |                        |